# Велино-Вохринская волость
Велино-Вохринская волость — волость в составе Бронницкого уезда Московской губернии. Существовала в 1927—1929 годах.

## История
Постановлением Бронницкого УИКа от 10 октября 1927 года  Вохринская и Велинская волости были объединены в единую Велино-Вохринскую волость. Её центром стал город Бронницы.
В ходе реформы административно-территориального деления СССР в 1929 году Велино-Вохринская волость была упразднена. В мае 1929 года на территории бывшего Бронницкого уезда были созданы Бронницкий и Раменский районы. В состав Бронницкого района вошла и  Велино-Вохринская волость без селений: Малахово, Захариха, Рыбаки, Белозериха, Тимонино, Кривцы, Погост Ивань, Хлуденево и Бритово, отошедшие в Подмосковный округ.

## Состав
К 1 января 1929 года в Велино-Вохринской волости был 21 сельсовет: Белозеровский, Бисеровский, Борщевский, Бояркинский, Бритово-Хлуденский, Велинский, Вохринский, Захаринский, Захаровский, Колупаевский, Кривцовский, Малаховский, Марковский, Морозовский, Петровский, Рыболовский, Слободинский, Тимонинский, Тяжино-Дьяковский, Фединский.